# Rotonda Insurgentes
Glorieta de los Insurgentes è un punto di intersezione dell'Avenida de los Insurgentes con l'Avenida Chapultepec di Città del Messico.

## Descrizione
La Glorieta de los Insurgentes è una grande rotonda che si trova otto metri sotto il livello della strada, e qui trovano sede la stazione Insurgentes della Linea 1 della metropolitana e la fermata del Metrobus, oltre al monumento dedicato a El Sereno e numerosi negozi.

## Punti importanti nelle vicinanze della Rotonda
- A lato della rotonda si trova la Zona Rosa, conosciuta anche per essere una delle colonie più importanti della città.
- La Rotonta è situata a 4 isolati dal Paseo de la Reforma, sulla Via di Firenze e a 8 isolati dall'Angelo dell'Indipendenza.
- Vicino alla rotonda si trova una replica della Fuente de Cibeles.
- A lato della rotonda si trova anche un'altra importante colonia della città la colonia Roma
- Intorno alla Rotonda sorgono numerose scuole, cinema, ospedali e teatri.